# 비잔티움의 세데키온
세데키온(그리스어: Σεδεκίων, ? – 114)은 비잔티움의 주교였다.
세데키온은 105년에 플루타르코스 주교의 뒤를 이어 114년까지 9년 동안 주교의 직분을 역임했다. 세데키온은 트라야누스 황제가 기독교인을 박해하는 동안 재직했다.